# Afromastax rubripes
Afromastax rubripes är en insektsart som beskrevs av Marius Descamps 1977. Afromastax rubripes ingår i släktet Afromastax och familjen Thericleidae. Inga underarter finns listade i Catalogue of Life.